# Светлана Мастеркова
Светлана Александровна Мастеркова (рус. Светлана Александровна Мастеркова; Ачинск, 17. јануар 1968.) некадашња је руска атлетичарка, тркачица на средње стазе, некадашња светска рекордерка у трци на једну миљу и актуелна (2024) светска рекордерка у трци на 1.000 метара са временом 2:28,98 (два минута, 28 секунди, 98 стотинки). На Олимпијским играма 1996. освојила је златну медаљу и на 800 и на 1500 метара.

## Каријера
Светлана је почела као тркачица на 800 метара. Први пут се појавила на међународном првенству 1985. године на Европском првенству за јуниоре, заузевши 6. место на 800 метара. Њен пробој је уследио 1991. године, када је освојила државно првенство Совјетског Савеза, чиме се квалификовала и за Светско првенство. У Токију се пласирала на осмо место у финалу. Током наредних сезона остварила је неколико мањих успеха (сребро на Светском првенству у дворани 1993.), али је имала и повреде. Године 1994. и 1995. направила је паузу у такмичењу пошто је родила ћерку Анастасију.
1996. вратила се атлетици и одлучила да се опроба и на 1.500 метара, дистанци на којој се није такмичила четири године. На Олимпијским играма у Атланти 1996. победила је на 800 и на 1.500 метара, чиме је изједначила учинак Татјане Казанкине на Олимпијским играма 1976. Кели Холмс је поновила овај подвиг у Атини 2004.
Мастеркова је сезону 1996. завршила тако што је поставила светске рекорде у тркама на 1.000 метара и на једну миљу.
Мастеркова није успела да понови свој подвиг на Светском првенству следеће године, јер је због повреде ахилове тетиве испала у квалификационим тркама на 1.500 метара. Њена сезона 1998. крунисана је победом на 1.500 м на Европском првенству. На Светском првенству 1999. Мастеркова је поново учествовала у обе дисциплине на средњим дистанцама. Освојила је бронзу на 800 м и злато на 1.500 метара. Иако је Мастеркова учествовала на Олимпијским играма у Сиднеју, напустила је трку на 1.500 метара. Најавила је повлачење на такмичењу у дворани у Москви 7. јануара 2003.

## Приватно
Светлана се удала за руског професионалног бициклисту Ајата Саитова 1994. Њихова ћерка Анастасија Саитова је професионална тенисерка која је своју прву титулу у синглу освојила у Шарм Ел Шеику и која је 2014. године била на 511. месту најбољих тенисерки на свету.

## Лични рекорди
| Дисциплина   | Резултат   | Датум            | Место  |
| ------------ | ---------- | ---------------- | ------ |
| 800 метара   | 1:55,87    | 18. јун 1999.    | Москва |
| 1.000 метара | 2:28,98 СР | 23. август 1996. | Брисел |
| 1.500 метара | 3:57,11    | 8. август 1988   | Монако |
| 1 миља       | 4:12,56 НР | 14. август 1996. | Цирих  |

## Почасти и награде
- Орден заслуга за отаџбину 3. степена (26. август 1996.) - за заслуге пред државом и изузетна достигнућа у спорту[7]
- Заслужни мајстор спорта Русије
- Најбоља атлетичарка света (1996) у избору Светске Атлетике
- Најбоља атлетичарка Европе (1996) у избору ЕАА
- Европски спортиста године (1996), у организацији Пољске новинске агенције (пољ. Polskiej Agencji Prasowej - PAP) и избору 27 европских новинских агенција.
- 2008. снимљен је играни филм „Даљина“ (рус. Дистанция) о судбини Светлане Мастеркове. У главној улози била је глумица Олга Погодина.[8]
- 16. новембра 2013. примљена је у Кућу славних Светске Атлетике.